# Kanton Calais-1
Kanton Calais-1 is een kanton in het Franse departement Pas-de-Calais. Het kanton maakt deel uit van het arrondissement Calais. Kanton Calais-1 is in 2015 ontstaan uit de kantons Calais-Nord-Ouest en Guînes (gedeeltelijk).

## Gemeenten
Het kanton omvat de gemeenten:
- Bonningues-lès-Calais
- Calais (gedeeltelijk)
- Coquelles
- Escalles
- Fréthun
- Hames-Boucres
- Nielles-lès-Calais
- Peuplingues
- Pihen-lès-Guînes
- Saint-Tricat
- Sangatte